# Louis Vivien de Saint-Martin

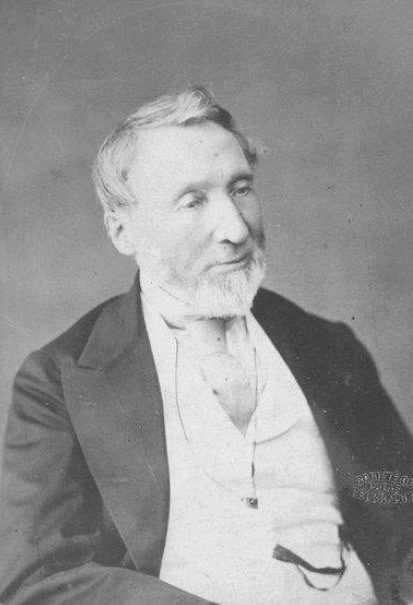
Porträt

Louis Vivien de Saint-Martin (* 22. Mai 1802 in Saint-Martin-de-Fontenay, Département Calvados; † 3. Januar 1897 in Paris) war ein französischer Geograph, Kartograf, Autor, Übersetzer und Herausgeber.

## Biographie
Louis Vivien de Saint Martin kam als Zwölfjähriger 1814 nach Paris, wo er sich, abgesehen von einem Aufenthalt in Versailles von 1865 bis 1877, stets aufhielt. Er war sehr vielseitig. Gehörte er 1821 bereits mit zu den Gründern der Société de Géographie, veröffentlichte er schon 1823 seine erste Landkarte mit Wahlkreisen die Carte électoral et administrative de la France unter eigenem Namen. Weitere Kartenwerke folgten wie 1825 die Generalkarte Atlas universel und 1826 war er beteiligt an Bibliomappe, einem Kinder- und Jugendatlas.
Auch redaktionell war Louis Vivien tätig, wie z. B. beim Cours complet d'agriculture, der 1834 herausgegeben wurde
Anschließend beschäftigte er sich mit der Übersetzung von Walter Scott und Thomas Bell. Er verfasste auch eigene Werke über die Geschichte der Französischen Revolution und Napoleon Bonaparte
Von 1845 bis 1855 war Louis Vivien Geschäftsführer der Nouvelles annales des voyages. In der Zeit bis 1863 verfasste und veröffentlichte er verschiedene Reiseberichte und gründete dann das jährlich erscheinende Magazin L'Année géographique, welches er bis 1875 führte. Zu seinen Hauptarbeiten gehörten gründliche Untersuchungen über die geographischen Verhältnisse des antiken Indien und Afrikas zur Zeit der Römer. Da er sich nie zur Ruhe setzte, veröffentlichte er noch bis 1897.
Wie viele Wissenschaftler erhielt auch Louis Vivien den Orden des Offiziers der Ehrenlegion. Außerdem wurde er 1896 als Ehrenpräsident der Société de Géographie berufen.
1867 wurde er zum korrespondierenden Mitglied der Preußischen Akademie der Wissenschaften gewählt.

## Ausgewählte Veröffentlichungen und Werke

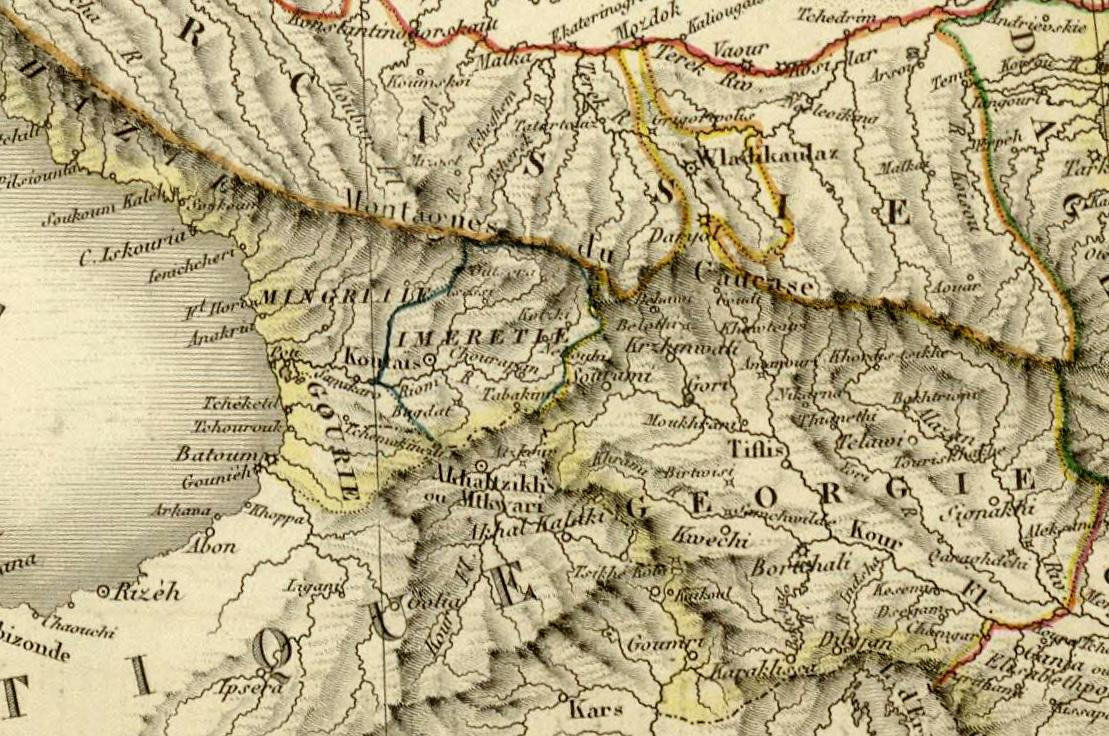
Werk von 1824

### Landkarten
- Carte électoral et administrative de la France, 1823
- Atlas universel, 1825
- Département de la Moselle. Renseignements statistiques et synoptiques sur sa situation géographique, Metz : Lith. Etienne, 1858
- L'Afrique connue des anciens jusqu'au temps de Ptolémée, 1862
- Carte topographique du département de la Moselle,  Paris : A. Logerot , 1869
- Atlas universel de géographie moderne, ancienne et du moyen âge, Paris, 1877 fg.

### Übersetzungen
- La jolie fille de Perth (The Fair Maid of Perth), von Walter Scott, Paris : Pourrat Fréres, 1840
- Waverly, von Walter Scott, Paris : Pourrat Fréres, 1840
- La légende de Montrose (A Legend of Montrose), von Walter Scott, Paris : Pourrat Fréres, 1841

### Herausgeberschaft
- L'Année géographique, Paris : Librairie Hachette & Cie.

### Autorenschaft
- Histoire générale de la Révolution française, de l'Empire, de la Restauration, Paris : Pourrat Frères, 1841–1842
- Histoire de Napoléon, du Consulat et de l'Empire,  Paris : E. et V. Penaud Frères, 1849
- Étude sur la géographie grecque et latine de l'Inde. – 3 Bände. Paris, 1858–60
- Le Nord d'Afrique dans l'antiquité grecque et romaine: Étude historique et géographique, Paris: Imprimerie Impériale, 1863
- Histoire de la géographique et des découvertes géographiques: depuis les temps les plus reculés jusqu ' à nos jours, Paris: Hachette, 1873
- Nouveau dictionnaire de géographie universelle, mit Louis Rousselet. 7 Bände. Paris : Hachette, 1876–95